# Boerhavia crassifolia
Boerhavia crassifolia är en underblomsväxtart som först beskrevs av Anton Heimerl, och fick sitt nu gällande namn av Rafaël Herman Anna Govaerts. Boerhavia crassifolia ingår i släktet Boerhavia och familjen underblomsväxter. Inga underarter finns listade i Catalogue of Life.